# Guardiagrele
Guardiagrele község (comune) Olaszország Abruzzo régiójában, Chieti megyében.

## Fekvése
A település Majella lábainál fekszik. Itt található a Majella Nemzeti Park központi települése. Határai: Casoli, Castel Frentano, Filetto, Orsogna, Palombaro, Pennapiedimonte, Rapino, San Martino sulla Marrucina és Sant’Eusanio del Sangro.

## Története
Első írásos említése a 11. századból származik. A következő századokban nemesi birtok volt. Önállóságát a 19. század elején nyerte el, amikor a Nápolyi Királyságban felszámolták a feudalizmust.

## Népessége
A népesség számának alakulása:

## Főbb látnivalói
- Santa Maria Maggiore-templom
- San Nicola Greco-templom
- a 17. század során épült nemesi paloták: Palazo de Lucia, Palazzo Elisii, Palazzo Marini